# Joseph Kingsley Swampillai
Joseph Kingsley Swampillai (sinh 1936) là một Giám mục người Sri Lanka của Giáo hội Công giáo Rôma. Ông hiện đảm nhận vai trò Giám quản Tông Tòa Giáo phận Mannar. Trước đó, ông còn đảm nhận nhiều vai trò và vị trí khác nhau như Giám mục chính tòa Giáo phận Trincomalee-Batticaloa, và sau này trở thành Giám mục chính tòa Giáo phận Trincomalee.

## Tiểu sử
Giám mục Joseph Kingsley Swampillai sinh ngày 9 tháng 12 năm 1936, tại Kayts, thuộc Sri Lanka. Sau quá trình tu học dài hạn tại các cơ sở chủng viện theo quy định từ phía Giáo luật, ngày 20 tháng 12 năm 1961, Phó tế Swampillai, 25 tuổi, tiến đến việc được truyền chức linh mục.
Sau hơn 20 năm thực hiện các hoạt động mục vụ với tư cách là một linh mục, ngày 17 tháng 3 năm 1983, tin tức từ Tòa Thánh loan đi cho biết việc Giáo hoàng đã quyết định tuyển chọn linh mục Joseph Kingsley Swampillai, 46 tuổi, gia nhập vào giám mục đoàn Công giáo hoàn vũ, với vị trí được trao cho là Giám mục chính tòa Giáo phận Trincomalee-Batticaloa. Lễ tấn phong cho vị tân giám mục được tổ chức sau đó vào ngày 7 tháng 5 cùng năm, với phần nghi thức chính yếu được cử hành cách trọng thể bởi 3 giáo sĩ cấp cao. Chủ phong cho vị tân giám mục là Hồngt y Agnelo Rossi, Tổng trưởng Thánh bộ Loan báo Phúc âm cho các Dân tộc. Hai vị còn lại với vai trò phụ phong, gồm có Tổng giám mục Duraisamy Simon Lourdusamy, Tổng Thư kí Thánh bộ Loan báo Phúc âm cho các Dân tộc và Tổng giám mục Adam Kozłowiecki, S.J., Nguyên Tổng giám mục Tổng giáo phận Lusaka, Zambia.
Sau 30 năm với cương vị người đứng đầu của Công giáo tại giáo phận Trincomalee-Batticaloa, ngày 3 tháng 7 năm 2012, Tòa Thánh ra quyết định đồi tên giáo phận ngắn gọn lại thành Giáo phận Trincomalee và bất bất ngờ tái bổ nhiệm Giám mục Joseph Kingsley Swampillai, đã 76 tuổi, giữ nhiệm vụ cai quản giáo phận, với danh hiệu mới là Giám mục chính tòa Giáo phận Trincomalee. Ông từ nhiệm vì lí do tuổi tác, và được Tòa Thánh chấp thuận vào ngày 3 tháng 6 năm 2015.
Ngày 14 tháng 1 năm 2016, ông được chọn làm Giám quản Tông Tòa Giáo phận Mannar.